# 毎日映画コンクール男優主演賞
毎日映画コンクール男優主演賞/男優演技賞（まいにちえいがコンクールだんゆうしゅえんしょう/だんゆうえんぎしょう）は、「毎日映画コンクール」の俳優部門の一つで、その年の最も優れた男優に与えられていた賞。1月1日から12月31日までに日本国内で上映された作品、もしくは当該期間内に完成し上映予定の作品が対象で、まず第一線で活躍中の映画評論家やジャーナリスト、専門家など約80人が選考にかかわり、その後2次選考で、選定委員による討議を経て多数決で決定された。
最多受賞者は、4度受賞の小林桂樹(男優助演賞も1度受賞している)。。3度受賞したのは、佐分利信、三國連太郎(男優助演賞も1度受賞している)の2名。2度受賞したのは、笠智衆(男優助演賞も1度受賞している)、仲代達矢、西村晃、緒形拳、奥田瑛二、役所広司(男優助演賞も1度受賞している)、浅野忠信、本木雅弘、森山未來の8名。
第79回（2024年度）からはジェンダーレスの観点により男優・女優の区別が撤廃されて主演俳優賞となったため、本賞は第78回（2023年度）が最後となった。

## 受賞作リスト
- この字体は男優主演賞を受賞。受賞年は下記表記の翌年（授賞式は2月）。
- 第70回までの各受賞作については、外部リンクの「コンクールの歴史」を出典としている。

以下は受賞俳優とその作品の一覧である。。

### 第1回 - 第10回
| 年度          | 俳優       | 作品                                               |
| 1946年 第1回  | 小沢栄太郎 | 大曾根家の朝                                       |
| 1947年 第2回  | 森雅之     | 安城家の舞踏会                                     |
| 1948年 第3回  | 笠智衆     | 手をつなぐ子等                                     |
| 1949年 第4回  | 志村喬     | 野良犬、静かなる決闘                               |
| 1950年 第5回  | 佐分利信   | 執行猶予、帰郷                                     |
| 1951年 第6回  | 笠智衆     | 命美わし、海の花火                                 |
| 1952年 第7回  | 佐分利信   | 波、お茶漬の味、慟哭                               |
| 1953年 第8回  | 上原謙     | 妻、夫婦                                           |
| 1954年 第9回  | 山村聰     | 山の音、黒い潮                                     |
| 1955年 第10回 | 森繁久彌   | 夫婦善哉、渡り鳥いつ帰る、警察日記、人生とんぼ返り |

### 第11回 - 第20回
| 年度          | 俳優       | 作品                            |
| 1956年 第11回 | 佐田啓二   | あなた買います、台風騒動記      |
| 1957年 第12回 | 三船敏郎   | 蜘蛛巣城、下町、どん底          |
| 1958年 第13回 | 小林桂樹   | 裸の大将                        |
| 1959年 第14回 | 船越英二   | 野火                            |
| 1960年 第15回 | 小林桂樹   | 黒い画集 あるサラリーマンの証言 |
| 1961年 第16回 | 仲代達矢   | 人間の條件、永遠の人            |
| 1962年 第17回 | 殿山泰司   | 人間                            |
| 1963年 第18回 | 小林桂樹   | 白と黒、江分利満氏の優雅な生活  |
| 1964年 第19回 | 西村晃     | 赤い殺意                        |
| 1965年 第20回 | 三國連太郎 | 飢餓海峡、にっぽん泥棒物語      |

### 第21回 - 第30回
| 年度          | 俳優       | 作品                                                             |
| 1966年 第21回 | 小沢昭一   | エロ事師たちより 人類学入門                                      |
| 1967年 第22回 | 田中邦衛   | 若者たち                                                         |
| 1968年 第23回 | 寺田農     | 肉弾                                                             |
| 1969年 第24回 | 渥美清     | 男はつらいよ、続・男はつらいよ、喜劇・女は度胸                   |
| 1970年 第25回 | 井川比佐志 | 家族                                                             |
| 1971年 第26回 | 勝新太郎   | 顔役、いのちぼうにふろう、狐のくれた赤ん坊、新座頭市 破れ!唐人剣 |
| 1972年 第27回 | 地井武男   | 海軍特別年少兵、どぶ川学級                                       |
| 1973年 第28回 | 丹波哲郎   | 人間革命                                                         |
| 1974年 第29回 | 三國連太郎 | 襤褸の旗                                                         |
| 1975年 第30回 | 佐分利信   | 化石                                                             |

### 第31回 - 第40回
| 年度          | 俳優       | 作品                         |
| 1976年 第31回 | 渡哲也     | やくざの墓場 くちなしの花    |
| 1977年 第32回 | 高倉健     | 幸福の黄色いハンカチ         |
| 1978年 第33回 | 緒形拳     | 鬼畜                         |
| 1979年 第34回 | 若山富三郎 | 衝動殺人 息子よ              |
| 1980年 第35回 | 仲代達矢   | 影武者                       |
| 1981年 第36回 | 田村高廣   | 泥の河                       |
| 1982年 第37回 | 西村晃     | マタギ                       |
| 1983年 第38回 | 緒形拳     | 楢山節考、陽暉楼、魚影の群れ |
| 1984年 第39回 | 山﨑努     | お葬式、さらば箱舟           |
| 1985年 第40回 | 北大路欣也 | 火まつり、春の鐘             |

### 第41回 - 第50回
| 年度          | 俳優       | 作品                                                |
| 1986年 第41回 | 奥田瑛二   | 海と毒薬                                            |
| 1987年 第42回 | 津川雅彦   | マルサの女、別れぬ理由                              |
| 1988年 第43回 | ハナ肇     | 会社物語 MEMORIES OF YOU                            |
| 1989年 第44回 | 三國連太郎 | 利休、釣りバカ日誌2                                 |
| 1990年 第45回 | 古尾谷雅人 | 宇宙の法則、パチンコ物語                            |
| 1991年 第46回 | 永瀬正敏   | 息子、喪の仕事、アジアンビート アイ・ラブ・ニッポン |
| 1992年 第47回 | 長塚京三   | ザ・中学教師、ひき逃げファミリー                    |
| 1993年 第48回 | 岸谷五朗   | 月はどっちに出ている                                |
| 1994年 第49回 | 奥田瑛二   | 棒の哀しみ、極道記者2                               |
| 1995年 第50回 | 役所広司   | KAMIKAZE TAXI                                       |

### 第51回 - 第60回
| 年度          | 俳優         | 作品                                               |
| 1996年 第51回 | 役所広司     | Shall we ダンス?、眠る男、シャブ極道               |
| 1997年 第52回 | 原田芳雄     | 鬼火                                               |
| 1998年 第53回 | 本木雅弘     | 中国の鳥人                                         |
| 1999年 第54回 | 小林桂樹     | あの、夏の日 - とんでろ じいちゃん                 |
| 2000年 第55回 | 浅野忠信     | 地雷を踏んだらサヨウナラ、五条霊戦記 GOJOE、御法度 |
| 2001年 第56回 | 三橋達也     | 忘れられぬ人々                                     |
| 2002年 第57回 | 真田広之     | たそがれ清兵衛、助太刀屋助六                       |
| 2003年 第58回 | 西田敏行     | ゲロッパ!、釣りバカ日誌14 お遍路大パニック!        |
| 2004年 第59回 | ビートたけし | 血と骨                                             |
| 2005年 第60回 | 浅野忠信     | 誰がために、乱歩地獄                               |

### 第61回 - 第70回
| 年度          | 俳優         | 作品                           |
| 2006年 第61回 | 佐藤浩市     | 雪に願うこと                   |
| 2007年 第62回 | 国分太一     | しゃべれども しゃべれども      |
| 2008年 第63回 | 阿部寛       | 青い鳥、歩いても 歩いても      |
| 2009年 第64回 | 松山ケンイチ | ウルトラミラクルラブストーリー |
| 2010年 第65回 | 堤真一       | 孤高のメス                     |
| 2011年 第66回 | 森山未來     | モテキ                         |
| 2012年 第67回 | 夏八木勲     | 希望の国                       |
| 2013年 第68回 | 松田龍平     | 舟を編む                       |
| 2014年 第69回 | 綾野剛       | そこのみにて光輝く             |

| 年度              | 俳優               | 作品       | 役名 |
| ----------------- | ------------------ | ---------- | ---- |
| 2015年 （第70回） |                    |            |      |
| 塚本晋也          | 野火               | 田村一等兵 |      |
| 浅野忠信          | 岸辺の旅           | 薮内優介   |      |
| 大泉洋            | 駆込み女と駆出し男 | 中村信次郎 |      |
| オダギリジョー    | FOUJITA            | 藤田嗣治   |      |
| 高良健吾          | きみはいい子       | 岡野匡     |      |
| 永瀬正敏          | あん               | 千太郎     |      |

### 第71回 - 第78回
| 年度               | 俳優                                | 作品                     | 役名 |
| ------------------ | ----------------------------------- | ------------------------ | ---- |
| 2016年 （第71回）  |                                     |                          |      |
| 本木雅弘           | 永い言い訳                          | 衣笠幸夫（津村啓）       |      |
| 浅野忠信           | 淵に立つ                            | 八坂草太郎               |      |
| 佐藤浩市           | 64（ロクヨン）                      | 三上義信                 |      |
| 松山ケンイチ       | 聖の青春                            | 村山聖                   |      |
| 三浦友和           | 葛城事件                            | 葛城清                   |      |
| 柳楽優弥           | ディストラクション・ベイビーズ      | 芦原泰良                 |      |
| 2017年 （第72回）  |                                     |                          |      |
| 菅田将暉           | あゝ、荒野                          | 沢村新次(新宿新次)       |      |
| 浅野忠信           | 幼な子われらに生まれ                | 田中信                   |      |
| 生田斗真           | 彼らが本気で編むときは、            | リンコ                   |      |
| 池松壮亮           | 映画 夜空はいつでも最高密度の青色だ | 慎二                     |      |
| ヤン・イクチュン   | あゝ、荒野                          | 二木建二（バリカン健二） |      |
| 2018年 （第73回）  |                                     |                          |      |
| 柄本佑             | きみの鳥はうたえる                  | 僕                       |      |
| 岡田准一           | 散り椿                              | 瓜生新兵衛               |      |
| 東出昌大           | 寝ても覚めても                      | 丸子亮平 / 鳥居麦        |      |
| 役所広司           | 孤狼の血                            | 大上章吾                 |      |
| 山﨑努             | モリのいる場所                      | 熊谷守一                 |      |
| リリー・フランキー | 万引き家族                          | 柴田治                   |      |
| 2019年 （第74回）  |                                     |                          |      |
| 成田凌             | カツベン!                           | 染谷俊太郎               |      |
| 池松壮亮           | 宮本から君へ                        | 宮本浩                   |      |
| 稲垣吾郎           | 半世界                              | 高村紘                   |      |
| 柄本佑             | 火口のふたり                        | 永原賢治                 |      |
| 香取慎吾           | 凪待ち                              | 木野本郁男               |      |
| 2020年 （第75回）  |                                     |                          |      |
| 森山未來           | アンダードッグ                      | 末永晃                   |      |
| 石橋蓮司           | 一度も撃ってません                  | 市川進 / 御前零児        |      |
| 草彅剛             | ミッドナイトスワン                  | 凪沙（武田健二）         |      |
| 高橋一生           | スパイの妻 劇場版                   | 福原雄作                 |      |
| 森崎ウィン         | 本気のしるし 劇場版                 | 辻一路                   |      |
| 2021年 （第76回）  |                                     |                          |      |
| 佐藤健             | 護られなかった者たちへ              | 利根泰久                 |      |
| 西島秀俊           | ドライブ・マイ・カー                | 家福悠介                 |      |
| 東出昌大           | 草の響き                            | 工藤和雄                 |      |
| 古田新太           | 空白                                | 添田充                   |      |
| 松山ケンイチ       | BLUE/ブルー                         | 瓜田信人                 |      |
| 役所広司           | すばらしき世界                      | 三上正夫                 |      |
| 2022年 （第77回）  |                                     |                          |      |
| 沢田研二           | 土を喰らう十二ヵ月                  | ツトム                   |      |
| 阿部サダヲ         | 死刑にいたる病                      | 榛村大和                 |      |
| 稲垣吾郎           | 窓辺にて                            | 市川茂巳                 |      |
| 佐藤二朗           | さがす                              | 原田智                   |      |
| 妻夫木聡           | ある男                              | 城戸章良                 |      |
| 豊川悦司           | あちらにいる鬼                      | 白木篤郎                 |      |
| 2023年 （第78回）  |                                     |                          |      |
| 鈴木亮平           | エゴイスト                          | 斉藤浩輔                 |      |
| 綾野剛             | 花腐し                              | 栩谷修一                 |      |
| 稲垣吾郎           | 正欲                                | 寺井啓喜                 |      |
| 藤竜也             | 高野豆腐店の春                      | 高野辰雄                 |      |
| 横浜流星           | 春に散る                            | 黒木翔吾                 |      |